# Рокитський Володимир Георгійович
Володи́мир Гео́ргійович Роки́тський (нар. 28 травня 1956, Кишинев, Молдавська РСР — пом. 7 березня 2013) — колишній перший заступник Голови Служби безпеки України — начальник Головного управління по боротьбі з корупцією та організованою злочинністю Центрального управління Служби безпеки України. Генерал-полковник. Член РНБО (2012–2013).

## Життєпис
Народився в Кишиневі, де в 1950-х роках батьки Володимира створили сім'ю, певний час там жили й працювали. Батько родом з Київщини, поїхав до Молдови як молодий спеціаліст, здобувши в Києві вищу освіту в харчовій галузі. Мати — українка з Придністров'я. З шести років Володимир зростав на Київщині (м. Фастів), куди переїхала сім'я.
У 1974—1976 пройшов строкову службу у Збройних силах СРСР. Здобув вищу освіту на біологічному факультеті Київського державного університету імені Тараса Шевченка (другу освіту — юридичну — здобуде згодом в Академії СБУ).
Деякий час був шкільним учителем, потім працював у міському комітеті комсомолу — другим секретарем. 
У органах державної безпеки з 1984 року. Працював оперуповноваженим у Фастові, згодом очолив там міжрайвідділ, а відтак — у столиці, в Управлінні Служби безпеки України в Києві та Київській області. Учасник ліквідації наслідків Чорнобильської катастрофи.
Очолював спецпідрозділи СБУ, у 2002 році став заступником начальника Головного управління по боротьбі з корупцією та організованою злочинністю СБУ.
З 1 квітня 2005 по 27 грудня 2006 та з 3 липня 2009 по 12 березня 2010 — начальник Управління Служби безпеки України в Закарпатській області.
З 12 березня 2010 — перший заступник Голови Служби безпеки України — начальник Головного управління по боротьбі з корупцією та організованою злочинністю Центрального управління Служби безпеки України.
20 серпня 2010 року присвоєно військове звання генерал-лейтенанта.
З 19 січня 2012 по 3 лютого 2012 тимчасово виконував обов'язки Голови Служби безпеки України.
Від 20 січня 2012 до 18 січня 2013 — член РНБО.
27 червня 2012 року присвоєно військове звання генерал-полковника.
5 липня 2012 звільнений з посади першого заступника Голови Служби безпеки України — начальника Головного управління по боротьбі з корупцією та організованою злочинністю Центрального управління Служби безпеки України.

Могила Володимира Рокитського

Помер 7 березня 2013 року. Похований в Києві на Байковому кладовищі (ділянка № 52а).

## Державні нагороди
- Орден Богдана Хмельницького II ст. (2011), III ст. (2005)
- Медаль «За бездоганну службу» III ст. (19 березня 1997) — за бездоганну військову службу, забезпечення виконання завдань, покладених на Службу безпеки України[14]